# Торосово (Одесская область)
Торосово (укр. Торосове; в 1963—2016 годах Ленино) — село в Затишанской поселковой общине Раздельнянского района Одесской области Украины. До 2020 года входило в состав ликвидированного Захарьевского района.
Население по переписи 2001 года составляло 874 человека. Почтовый индекс — 66743. Телефонный код — 4860. Занимает площадь 1,36 км². Код КОАТУУ — 5125282501.

## Местный совет
66743, Одесская область, Захарьевский район, с. Торосово

## История
Основано в 1857 году как немецкая колония Хофнунгсфельд (нем. Hoffnungsfeld — в переводе с нем. — «Поле Надежд»). Позже переименовано в Торосово. С 1963 года — Ленино. С 2016 года — снова Торосово.